# Jean Gol
Jean John Gol (Hammersmith, 8 februari 1942 - Luik, 18 september 1995) was een Belgisch politicus voor de Waalse liberale partij PRL.

## Levensloop
Gol was van Joodse komaf, en heette oorspronkelijk Jean Goldstein. Hij werd geboren in het Verenigd Koninkrijk, waar zijn ouders wegens hun joods geloof tijdens de Tweede Wereldoorlog hun toevlucht hadden gezocht. 
In 1964 promoveerde hij tot doctor in de rechten aan de Universiteit van Luik. Hij was tevens gediplomeerde in juridische wetenschappen, met als specialisatie publiek en administratief recht. Hij schreef zich als advocaat in aan de balie van Luik en ging een kantoor leiden gespecialiseerd in internationaal handelsrecht. Tevens was hij actief bij het Interuniversitair Centrum van Publiek Recht, waar hij van 1964 tot 1965 stagiair-onderzoeker was. Van 1965 tot 1969 was hij aspirant bij het Nationaal Fonds voor Wetenschappelijk Onderzoek en van 1969 tot 1971 assistent van François Perin, professor aan de Universiteit van Luik, waar Jean Gol vanaf 1974 actief was als docent voor het vak mediarecht.

### Eerste politieke stappen
In zijn studententijd was Jean Gol actief in verschillende linkse en Waalsgezinde verenigingen zoals de Socialistische Studenten, het Franstalig verbond van studentenverenigingen MUBEF en het Mouvement populaire wallon. In 1964 was hij een van de medestichters van de Parti wallon des Travailleurs, die een jaar later opging in de Parti Wallon, waarvan Gol ook een van de grondleggers was. Hij werd een leidinggevende figuur binnen deze partij, die geleid werd door François Perin, en lag in 1968 mee aan de basis van het Rassemblement Wallon, een partij die streefde naar de juridische erkenning van een Vlaams en een Waals Gewest, die moesten beschikken over eigen middelen om elk hun ontwikkeling in alle sociaaleconomische domeinen te verzekeren. 
Voor het RW zetelde Jean Gol van 1968 tot 1971 als provincieraadslid van Luik en bij de verkiezingen van november 1971 stond hij als eerste opvolger op de Kamerlijst van de partij in het arrondissement Luik. Omdat de effectief verkozen Jules Dupont verzaakte aan het mandaat van volksvertegenwoordiger, kon hij alsnog in de Kamer zetelen, een functie die hij tot in 1994 zou bekleden. Als gevolg van de toen bestaande dubbelmandaten zetelde hij tijdens zijn parlementaire loopbaan eveneens in de Cultuurraad voor de Franse Cultuurgemeenschap (1971-1980), de voorlopige Waalse Gewestraad (1974-1977), de Waalse Gewestraad en de Raad van de Franse Gemeenschap (1980-1994). Om zich volledig toe te leggen op zijn politieke carrière nam Gol ontslag als universitair assistent, al bleef hij wel actief als advocaat en als docent. 

### Staatssecretaris
Gol onderschreef de deelname van zijn partij aan de regering-Tindemans II, die onder impuls van het RW werk maakte van een voorlopige gewestvorming, waarbij het bestaan van een afzonderlijk Vlaams, Waals en Brussels Gewest werd erkend. In deze regering was Gol van juni 1974 tot april 1977 als staatssecretaris bevoegd voor de Waalse streekeconomie, vanaf oktober 1974 toegevoegd aan Alfred Califice, minister van Waalse Aangelegenheden, waardoor hij vanaf dan deel uitmaakte van het eerste ministerieel comité voor Waalse zaken. Als staatssecretaris werkte Gol mee aan de oprichting en de opbouw van verschillende Waalse instellingen en de ontwikkeling van de eerste Waalse economische initiatieven, zoals de oprichting van regionale luchthavens, het stimuleren van nieuwe industriële activiteiten en de aanwezigheid van Wallonië in het buitenland.  
In november 1976 ging het RW onder impuls van voorzitter Paul-Henry Gendebien een linksere koers varen, tot hevig verzet van Jean Gol en andere partijkopstukken als François Perin en Etienne Knoops, die een rechtsere koers voorstonden. Het kwam tot een breuk in de partij en de groep rond Gol, Perin en Knoops, CRéER genaamd, ging in december 1976 een samenwerking aan met de liberale PLP, hetgeen begin 1977 resulteerde in de oprichting van de nieuwe liberale partij PRLW, die vanaf 1979 PRL heette. Na het einde van zijn staatssecretarisschap was Gol van 1977 tot 1979 fractievoorzitter voor zijn partij in de Franse Cultuurraad. In juni 1979 werd hij vervolgens verkozen tot partijvoorzitter van de PRL. Onder zijn voorzitterschap stapte zijn partij in de kortstondige regering-Martens III, om in de zomer van 1980 mede de doorvoering van de definitieve gewestvorming mogelijk te maken. In de jaren daarna sprak Gol zich uit voor een fusie van de bevoegdheden van het Waals Gewest en de Franse Gemeenschap, naar het voorbeeld van Vlaanderen. Door een gebrek aan politiek draagvlak hieraan kwam deze fusie echter niet van de grond. 

### Minister
In december 1981 nam Gol ontslag als partijvoorzitter om toe te treden tot de regering-Martens V, die zich voornamelijk concentreerde op de sanering van de openbare financiën. Gol werd in deze regering vicepremier en minister van Justitie, eveneens belast met Institutionele Hervormingen. Van januari tot november 1985 was hij ook bevoegd voor Buitenlandse Handel. Hij bleef zijn overige ministeriële bevoegdheden uitoefenen tot in mei 1988 en maakte bijgevolg ook deel uit van de regeringen-Martens VI en -VII. Als justitieminister voerde Gol verschillende hervormingen door op het gebied van het juridische apparaat, het nationaliteitsrecht, het asielbeleid en het jeugdbeleid en voerde hij een centrumrechtse koers. Ook verleende hij in 1983 een officieel statuut aan de Duitstalige Gemeenschap en lag hij in 1984 aan de basis van de oprichting van het Arbitragehof.  

### Oppositie
In mei 1988 belandde de PRL op de oppositiebanken, waarna Gol van 1988 tot 1992 ondervoorzitter van de Kamer en voorzitter van de Kamercommissie voor Buitenlandse Betrekkingen was. Als parlementslid richtte Gol zich in die periode op het verdedigen van de Franstalige belangen, alsook internationale kwesties, met name de relaties tussen België en de voormalige Belgische kolonies Zaïre, Rwanda en Burundi. Daarbij uitte hij stevige kritiek op de uitwassen van het regime van Juvénal Habyarimana in Rwanda. 

### Europees parlement
In maart 1992 werd Gol opnieuw verkozen tot partijvoorzitter van de PRL, een functie die hij zou blijven uitoefenen tot aan zijn overlijden enkele jaren later. In 1993 sloot hij in die hoedanigheid een kartel met de Franstalige Brusselse partij FDF en bij de Europese verkiezingen van juni 1994 voerde Gol de PRL-FDF-lijst aan. Hij werd verkozen in het Europees Parlement en nam in juli 1994 ontslag uit zijn Belgische parlementaire mandaten. Bij de verkiezingen van mei 1995 trok hij eveneens de PRL-FDF-lijst voor de Belgische Senaat. Hij werd verkozen, maar nam ontslag om in het Europees Parlement te blijven zetelen. Hij bleef Europarlementslid tot aan zijn overlijden enkele maanden later. In september 1995 overleed Gol plotseling aan een hersenbloeding, op 53-jarige leeftijd.
Op lokaal politiek niveau was Gol van 1977 tot 1982 gemeenteraadslid van Luik. Nadat hij er in 1982 niet in slaagde om de PS-meerderheid te breken, nam hij ontslag als gemeenteraadslid van Luik en verhuisde naar Chaudfontaine, waar hij van 1989 tot aan zijn dood in 1995 gemeenteraadslid en van 1992 tot 1995 schepen van Financiën was.
In 1992 werd hij benoemd tot minister van Staat. 
Gol was eveneens vrijmetselaar.

## Wetgeving
Er werden twee wetten naar hem vernoemd (Wet-Gol):
- De  Wet van 28 juni 1984 betreffende sommige aspecten van de toestand van de vreemdelingen en houdende invoering van het Wetboek van de Belgische nationaliteit die het verkrijgen van de Belgische nationaliteit bij de geboorte regelt.
- De andere wet liet toe dat bepaalde gemeenten, op voorwaarde van een tweederdemeerderheid in de provincieraad, de inschrijving van nieuwe vreemdelingen op hun grondgebied konden weigeren. Dit was een soort "migrantenstop" die vooral in de Brusselse gemeenten werd toegepast.

## Trivia
- Gol werd gekarikaturiseerd in de satirische strip Pest in 't Paleis (1983) door Guido van Meir en Jan Bosschaert. In het album speelt hij de rol van inquisiteur "Gollem".
- Hij had een cameo in het Nero-album "De Indiaanse Neusfluit" (1987) door Marc Sleen (strook 120, 122-124 en 128). Hij wil Nero's neusfluit kopen vanwege de magische krachten die het instrument vertoont. Nero wijst Gol de deur en zegt hem een voorbeeld te nemen aan Meneer Pheip die in tegenstelling tot Gol wel vloeiend Nederlands geleerd heeft. Gol stuurt hierop kwaad een venijnige belastinginspecteur naar Nero's huis. Zijn plan mislukt echter, wanneer de inspecteur vredelievend wordt door de klanken van de fluit en de straat oploopt om met Gol te dansen.